# Wapen van Colijnsplaat

Het wapen van de voormalige gemeente Colijnsplaat

Het wapen van Colijnsplaat was het wapen dat de voormalige gemeente Colijnsplaat tussen 1817 en 1941 gebruikte als het gemeentelijk wapen. Ook de heerlijkheid Colijnsplaat gebruikte het wapen; hierdoor is het sinds de 17e eeuw in gebruik geweest. 

## Geschiedenis
De heerlijkheid Colijnsplaat werd in 1599 opgericht. Vanaf de 17e eeuw voerde de heerlijkheid het wapen dat zij als gemeente tussen 1816 en 1941 voerde als gemeentewapen. De gemeente verkreeg het wapen per Koninklijk Besluit op 20 februari 1816; dit besluit werd op 31 juli 1817 bevestigd. Het wapen werd gebruikt tot 1941, toen de gemeente dat fuseerde met Kats en Kortgene tot de nieuwe gemeente Kortgene.

## Blazoen
Het wapen had geen blazoenering; in het register van de Hoge Raad van Adel is alleen een tekening opgenomen. Een mogelijke omschrijving zou kunnen zijn:
Zijnde van goud, beladen met een Patrijs en zijn natuurlijke kleur, staande  op een terras van Synople
Dit houdt in dat het schild goudkleurig is. Beschreven staat dat de patrijs van natuurlijke kleur is, in de praktijk was deze echter eerder zilverkleurig. De patrijs staat op een groene grond.
Aagtekerke
· Aardenburg
· Arnemuiden
· Axel
· Baarland
· Bath
· Biervliet
· Biggekerke
· Bloois
· Bommenede
· Borssele
· Boschkapelle
· Botland
· Breskens
· Brigdamme
· Brijdorpe
· Brouwershaven
· Bruinisse
· Burgh
· Buttinge
· Cadzand
· Clinge
· Colijnsplaat
· Domburg
· Dreischor
· Driewegen
· Duiveland
· Duivendijke
· Elkerzee
· Ellemeet
· Ellewoutsdijk
· Eversdijk
· Gapinge
· Graauw en Langendam
· 's-Gravenpolder
· Grijpskerke
· Groede
· Haamstede
· 's-Heer Abtskerke
· 's-Heer Arendskerke
· 's-Heer Hendrikskinderen
· 's-Heerenhoek
· Heille
· Heinkenszand
· Hengstdijk
· Hoedekenskerke
· Hoek
· Hontenisse
· Hoofdplaat
· Hoogelande
· IJzendijke
· Kapelle
· Kats
· Kattendijke
· Kerkwerve
· Klaaskinderkerke
· Kleverskerke
· Kloetinge
· Koewacht
· Kortgene
· Koudekerke
· Krabbendijke
· Kruiningen
· Looperskapelle
· Maire
· Mariekerke
· Meliskerke
· Middenschouwen
· Nieuw- en Sint Joosland
· Nieuwerkerk
· Nieuwerkerke
· Nieuwlande
· Nieuwvliet
· Nisse
· Noordgouwe
· Noordwelle
· Oostburg
· Oosterland
· Oostkapelle
· Oost-Souburg
· Oost- en West-Souburg
· Ossenisse
· Oud-Vossemeer
· Oudelande
· Ouwerkerk
· Overslag
· Ovezande
· Philippine
· Poortvliet
· Renesse
· Rengerskerke en Zuidland
· Retranchement
· Rilland
· Rilland-Bath
· Ritthem
· Sas van Gent
· Scherpenisse
· Schoondijke
· Schore
· Serooskerke (Schouwen-Duiveland)
· Serooskerke (Veere)
· Sinoutskerke en Baarsdorp
· Sint Anna ter Muiden
· Sint-Annaland
· Sint Jansteen
· Sint Kruis
· Sint Laurens
· Sint-Maartensdijk
· Sint Philipsland
· Sirjansland
· Sluis
· Sluis-Aardenburg
· Stavenisse
· Stoppeldijk
· Valkenisse (Walcheren)
· Valkenisse (Zuid-Beveland)
· Vogelwaarde
· Vrouwenpolder
· Waarde
· Waterlandkerkje
· Wemeldinge
· West-Souburg
· Westdorpe
· Westenschouwen
· Westerschouwen
· Westkapelle
· Westkapelle-Buiten en Sirpoppekerke
· Westkerke
· Wissekerke
· Wissenkerke
· Wolphaartsdijk
· Yerseke
· Zaamslag
· Zierikzee
· Zonnemaire
· Zoutelande
· Zuiddorpe
· Zuidzande
· Zwake

Dorpswapens: Geersdijk
· Hansweert
· Kamperland